# Xã Carroll, Quận Ottawa, Ohio
Xã Carroll (tiếng Anh: Carroll Township) là một xã thuộc quận Ottawa, tiểu bang Ohio, Hoa Kỳ. Năm 2010, dân số của xã này là 2.135 người.